# Working Live - Volume 1
Working Live - Volume 1 è il secondo album del batterista britannico Carl Palmer, il primo da solista e dal vivo, pubblicato dalla Sanctuary (catalogo SANCD172) nel 2002.

## Il disco
L'album presenta interpretazioni dal vivo di alcune canzoni famose di Carl Palmer, originariamente registrate con gli ELP e nei suoi album da solista.
Ed è anche il primo a presentare la sua nuova band solista, chiamata semplicemente Palmer, che include il famoso batterista insieme al bassista Dave Marks e al chitarrista Shaun Baxter. 

## Tracce
1. The Barbarian – 5:54 (musica: Béla Bartók – arr.: Emerson, Lake & Palmer)
2. The Enemy God Dances with the Black Spirits – 3:07 (musica: Sergej Prokof'ev – arr.: Emerson, Lake & Palmer)
3. L.A. Nights – 5:39 (musica: C. Palmer - K. Emerson)
4. Tank – 4:42 (musica: C. Palmer - K. Emerson)
5. Bullfrog – 4:40 (musica: R. Aspery - C. Palmer - C. Hodgkinson)
6. Toccata – 8:00 (musica: Alberto Ginastera – arr.: Keith Emerson)
7. Canario – 4:42 (musica: Joaquín Rodrigo – arr.: Emerson, Lake & Palmer)
8. Drum Solo – 6:22 (musica: Carl Palmer)

## Musicisti
- Carl Palmer – batteria
- Dave Marks – basso
- Shaun Baxter – chitarra